# Kurt Pomplun
Kurt Pomplun (* 29. Juli 1910 in Schöneberg; † 5. August 1977 in Berlin) war ein deutscher Heimatforscher. Er publizierte Werke zur Geschichte Berlins und Brandenburgs, seiner Mundart und mündlich überlieferten Märchen und Sagen.

## Leben

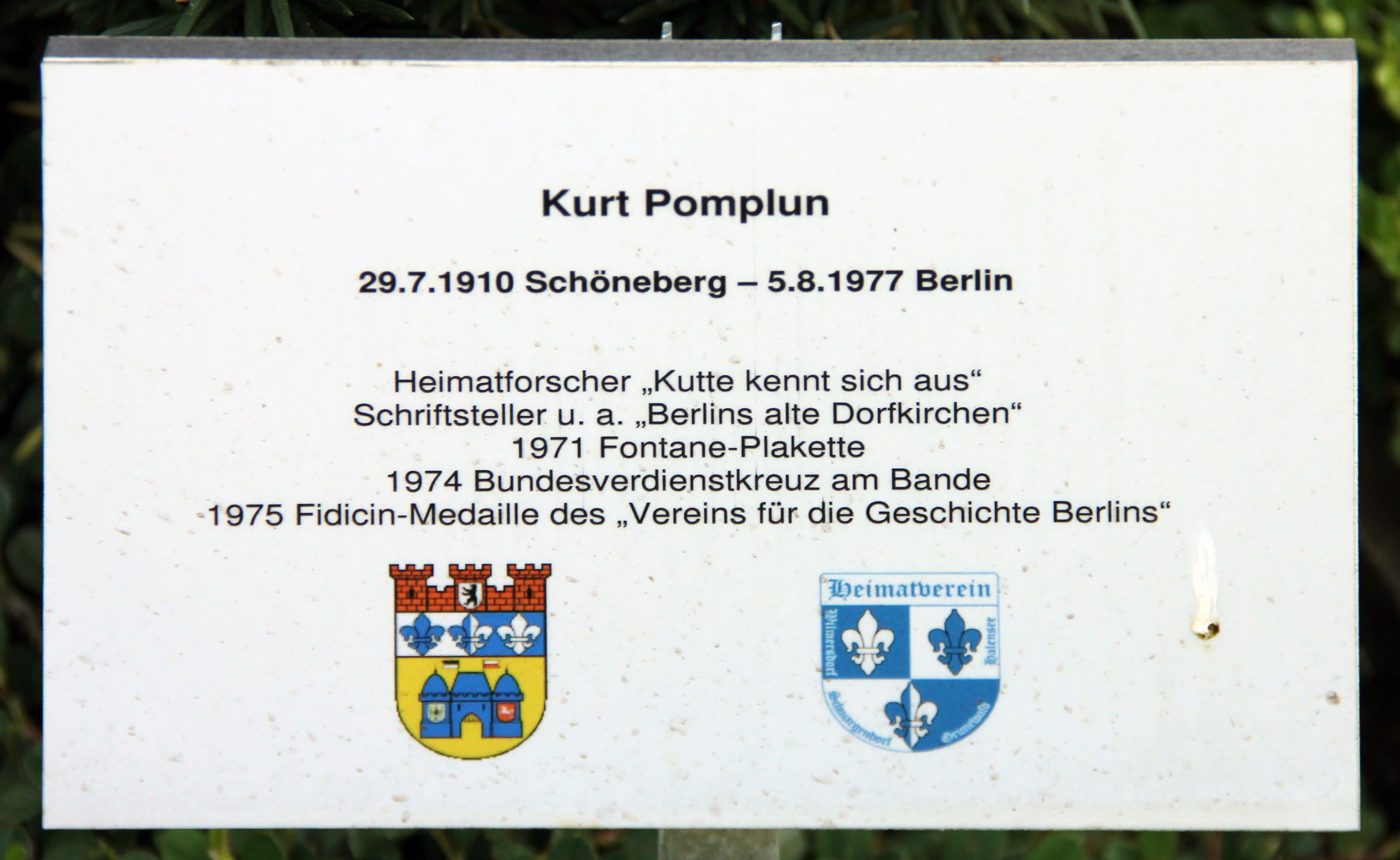
Gedenktafel auf dem Friedhof Wilmersdorf

Kurt Pomplun war einziger Sohn eines Postbeamten und wuchs in der damals noch eigenständigen Stadt Schöneberg auf. Seine Wanderfreudigkeit schon als Schüler und Wandervogel sorgte dafür, dass er "keine märkische Dorfkirche am Wanderwege ausgelassen hatte – auch die der benachbarten Provinzen, insbesondere Sachsens, Pommerns und Mecklenburgs nicht – und sie alle miteinander vergleichen konnte". Pomplun besuchte die Höhere Staatslehranstalt für das Vermessungswesen, die er als Ingenieur für Vermessungswesen abschloss. Er war seit den 1930er Jahren zunächst beim Landratsamt Teltow tätig, wo seine Beschäftigung mit der Denkmalpflege begann. Er sah sich als Schüler des Historikers Willy Hoppe.
Pomplun beantragte am 27. Dezember 1937 die Aufnahme in die NSDAP und wurde rückwirkend zum 1. Mai desselben Jahres aufgenommen (Mitgliedsnummer 5.585.940). Bereits 1933 war er der SS beigetreten, in der er es mindestens bis zum Hauptscharführer brachte. Manche Wendungen in seinen Werken deuten an, dass Pomplun eine Kavallerielaufbahn durchlief. An anderer Stelle lässt er durchblicken, dass "meine russischen Sprachkenntnisse mich auch vor der Gefangenschaft bewahrten".
Seit 1965 arbeitete er im Amt für Denkmalpflege in Berlin, bis 1973 als Regierungsamtmann, danach als Amtsrat. Er war ehrenamtlich Bezirksheimatpfleger. Bekannt wurde er durch Beiträge zu der von Horst Kintscher moderierten Rundfunksendung Kutte kennt sich aus (1967–1977) des RIAS. Neben der Erforschung Berlins bearbeitete er auch einige Baedeker-Stadtführer, u. a. von 1967 bis 1976 den Bezirksband für Schöneberg, aber auch Bände der Reihe für viele andere Städte, wie BraunschweigNürnberg oder Regensburg.
Sein Buch Berlins alte Dorfkirchen entstand auf der Grundlage seines Artikels Der mittelalterliche Dorfkirchenbau auf dem Teltow. Es erlebte zwischen 1962 und 1984 insgesamt sechs Auflagen und gilt noch heute als populäres Standardwerk. Sein Kenntnisstand von 1960 ist allerdings inzwischen durch moderne Forschungsmethoden in mehreren Punkten überholt, siehe Pompluns Klassiker: Berlins alte Dorfkirchen.
Im Alter von 67 Jahren verstarb Kurt Pomplun am 5. August 1977 während einer Diskussion in der Schöneberger Buchhandlung Elwert und Meurer an Herzversagen.

## Ehrungen

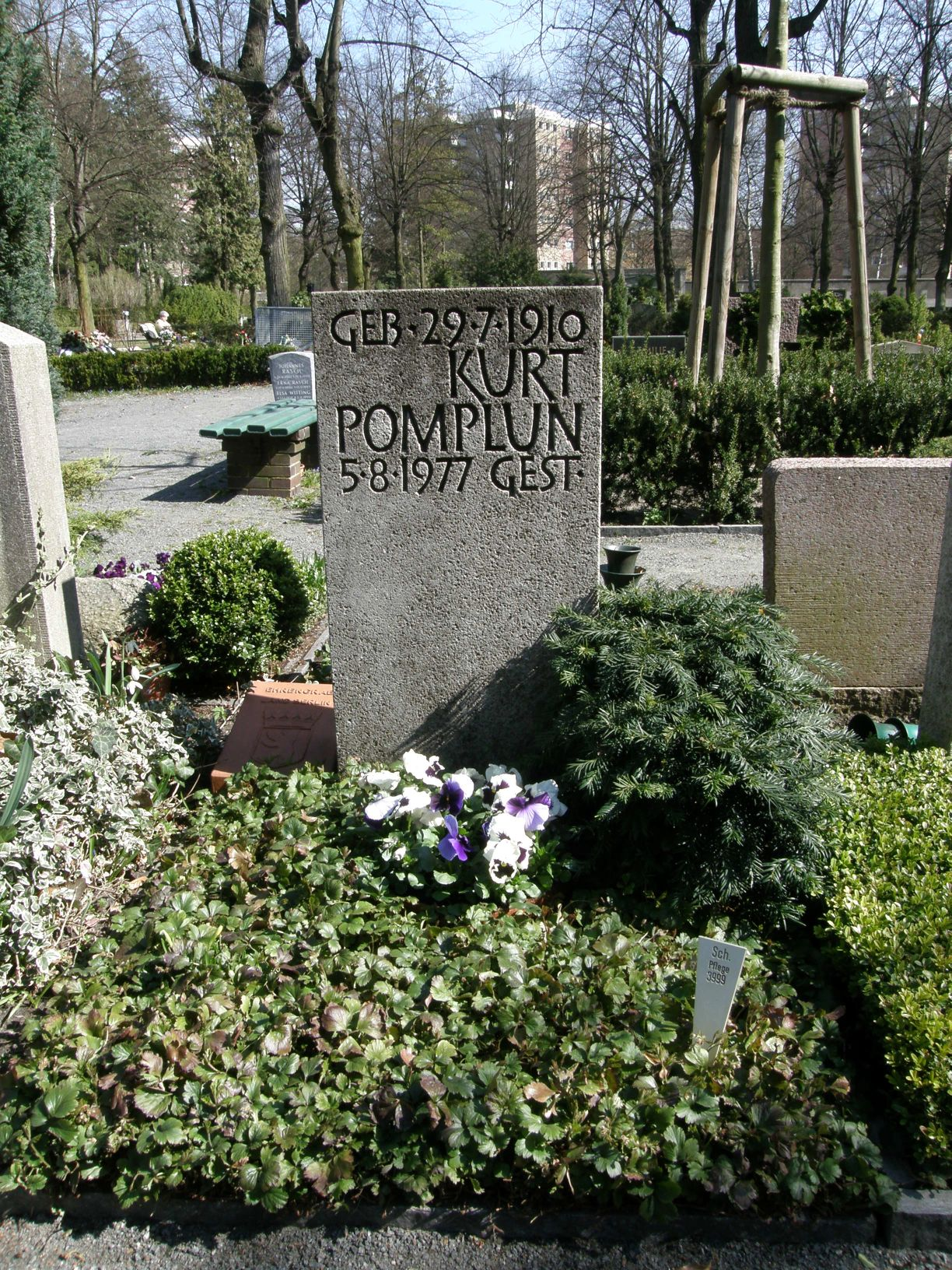
Friedhof Wilmersdorf in Berlin; Ehrengrab von Kurt Pomplun

Er erhielt 1971 die Fontane-Plakette der Landesgeschichtlichen Vereinigung für die Mark Brandenburg und 1975 die Fidicin-Medaille des Vereins für die Geschichte Berlins. 1974 wurde ihm das Bundesverdienstkreuz am Bande verliehen.
Auf Beschluss des Berliner Senats ist die letzte Ruhestätte von Kurt Pomplun auf dem Friedhof Wilmersdorf (Grablage: B1-UW-53) seit 1978 als Ehrengrab des Landes Berlin gewidmet. Die Widmung wurde zuletzt im Jahr 2021 um die übliche Frist von zwanzig Jahren verlängert.

## Schriften
- Die Kunstdenkmäler des Kreises Teltow. Bearbeitet von Hans Erich Kubach und Joachim Seeger. Mitarbeiter: Siegfried Harder, Karl Hohmann, Kurt Pomplun, Johannes Schultze. Deutscher Kunstverlag, Berlin 1941. (= Die Kunstdenkmäler der Provinz Brandenburg. Hrsg. Brandenburgisches Provinzialverband unter der Schriftleitung von Heinrich Jerchel. Band IV.1: Kreis Teltow).
- Der mittelalterliche Dorfkirchenbau auf dem Teltow. In: Berliner Blätter für Vor- und Frühgeschichte. Festschrift für Karl Hohmann. 9, 1960, S. 1–32.
- Berlins alte Dorfkirchen. Haude & Spener, Berlin 1962 (6. Auflage 1984).
- Berlins alte Sagen. Hessling, Berlin 1964 (5. Auflage 1985).
- Kutte kennt sich aus. Berlin-Bummel mit Kurt Pomplun. Berlin 1970 (5. Auflage 1980).
- Weihnachten und Neujahr im alten Berlin. Ein Beitrag zur Völkerkunde der Großstadt. (= Berliner Forum 14/69), Berlin 1969.
- Die Dorfkirche in Berlin-Marienfelde. München und Berlin 1970.
- 50 Jahre „Groß-Berlin“. Ein Rückblick auf die Eingemeindungen seit 1861 mit dem Wortlaut des Berlin-Gesetzes von 1920. (= Berliner Forum 4/70), Berlin 1970.
- Berliner Häuser. Geschichte und Geschichten, Berlin 1971.
- Von Häusern und Menschen. Berliner Geschichten. Berlin 1972.
- Baedekers Berlin-Schöneberg. Kurzer Führer. Karl Baedeker, Freiburg/Br. 1967 (3 Auflagen bis 1976).
- Berliner Allerlei. Kreuz und quer durchs Häusermeer, Hessling, Berlin 1975, ISBN 3-7759-0177-9.
- Berlinisch’ Kraut und märkische Rüben, Berlin 1976.
- Rathäuser in Berlin. Rat- und Amtshäuser oder Verwaltungsgebäude in West und Ost. Fotos von Liselotte und Armin Orgel-Köhne. (= Berliner Forum 8/76), Berlin 1976.
- Berlin – und kein Ende, Berlin 1977.
- Großes Berlin Buch, Berlin 1985 (Zusammenfassung von fünf Einzelbänden der Berlingeschichten).